# Lourdesgrot Eys

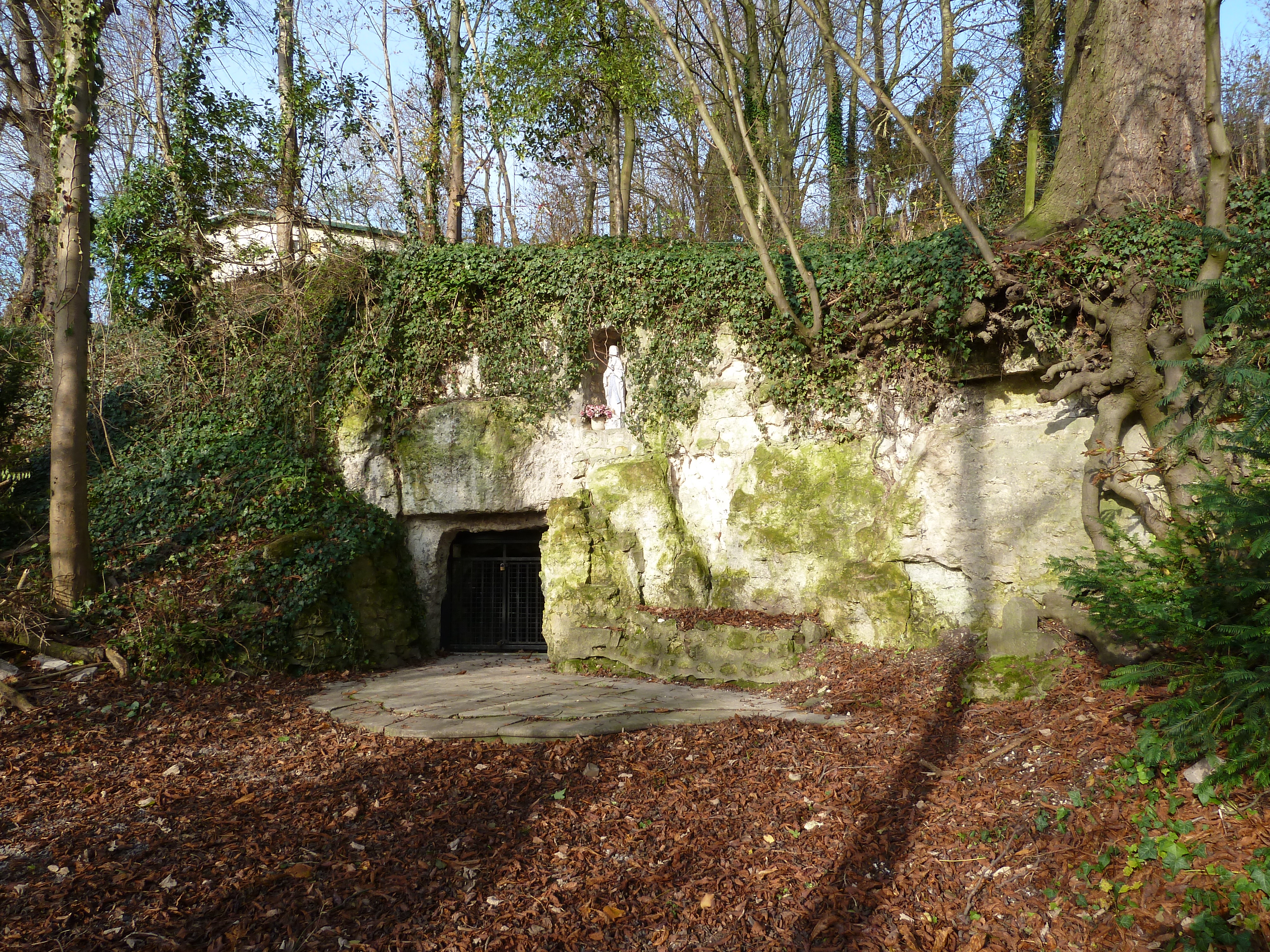
Lourdesgrot Eys

De Lourdesgrot Eys is een Lourdesgrot en voormalige schuilkelder in Nederlands Zuid-Limburg in de gemeente Gulpen-Wittem. De groeve ligt in Eys in de Boerenberg, onderdeel van het Plateau van Ubachsberg. 

## Geschiedenis
In 1944 werd er tijdens de Tweede Wereldoorlog door voornamelijk mijnwerkers uit de omgeving vrijwillig een groeve uitgegraven die moest dienen als schuilplaats voor de inwoners uit Eys. De Duitsers hadden zich destijds in het gebied tussen Eys en Wittem ingegraven en de inwoners vreesden de aankomende gevechten. Voor de aanleg van de schuilkelder werd er gebruik gemaakt van gereedschappen die ter beschikking werden gesteld door de gepensioneerde in Kasteel Goedenraad in Eys woonachtige Generaal Directeur Frowein van de Staatsmijnen. De U-vormige gang kwam gereed in juni 1944.
Later in 1944 werd de schuilkelder uitgebreid met een noodgang richting de Sint Agathastraat. De aanleg van deze gang begon in juni en werd voltooid in augustus 1944. Op 5 september werd de schuilkelder ingezegend.
In september 1944 naderden de Amerikaanse geallieerden Eys en ondervonden daarbij veel weerstand van de Duitsers. Met deze hevige beschietingen werd in de schuilkelder dagenlang door de inwoners uit het dorp beschutting gezocht.
Na de bevrijding werd de zuidelijke ingang van de schuilkelder aan de Grachtstraat dichtgestort. De noordelijke ingang bleef open, maar de gang werd na acht meter afgesloten met een betonnen muur. De noordelijke ingang werd daarna nog gebruikt als opslagplaats van bieten en als garage.
De ingang van de noodgang is ingericht als Lourdesgrot, waarbij men boven de ingang van de gang een nis gemaakt heeft waarin een Mariabeeld is geplaatst.
Aan het begin van de 21e eeuw verkeert de groeve in een gammele staat.

## Groeve
Het complex bestaat in de basis uit een U-vormige groeve waarin de schuilkelder gevestigd was. Deze had twee ingangen aan de Grachtstraat die 40 meter uit elkaar lagen en loodrecht de berg ingingen. Ongeveer 15 meter achter de ingang lag de verbinding tussen deze twee gangen waar de schuilkelder gevestigd was. In hetzelfde jaar is er een derde uitgang, een nooduitgang, aangelegd vanuit de schuilkelder naar de Sint Agathastraat. Deze gang heeft een lengte van ongeveer 120 meter en maakt vanwege de veiligheid vlak bij de uitgang een knik. De groeve heeft een oppervlakte van 0,13 hectare en een totale ganglengte van ongeveer 180 meter.
De ingang van de groeve is afgesloten met een hek, zodanig dat vleermuizen de groeve kunnen gebruiken als verblijfplaats.
De beheerder van de groeve is de Stichting ir. D.C. van Schaïk.

## Geologie
De groeve is uitgehouwen in het Gulpens Krijt, een makkelijk bewerkbare kalksteen die vorstbestendig is.